# Promantispa similis
Promantispa similis là một loài côn trùng trong họ Mantispidae thuộc bộ Neuroptera. Loài này được Panfilov in Dolin et al. miêu tả năm 1980.